# タイムアウト
タイムアウト（英語: timeout）は、スポーツにおいて競技を一時停止し、その間に作戦協議や水分補給、治療、選手交代などを行うことである。主に試合時間のある団体競技で制度化されている。単にタイムとも呼ばれる。
大きく分けて、チームに一定数与えられ、そのチームが必要に応じて使用するもの（チャージド・タイムアウト、チーム・タイムアウト）と、審判員などが試合を止める必要がある場合にとられるもの（ジャッジング・タイムアウト、レフリー・タイムアウト）があるが、狭義では前者を指す。また、テレビ放送におけるコマーシャルタイムのために取られるもの（コマーシャル・タイムアウト、TVタイムアウト）もある。
基本的にコーチ（監督）が審判に請求し、認められて初めて成立する。競技によっては選手が請求できる場合もある。
タイムアウトの取り方次第で試合を左右するとも言われている。

## 競技別のタイムアウト

### バスケットボール
バスケットボールの場合、タイムアウト回数や、請求できる競技者が連盟によって異なる。なお以下の記述の「ピリオド」・「クォーター」は各連盟の公式ルールに準じて使い分けているが、基本的に同義のものである。
FIBA5人制ルールでは、前半（第1・第2ピリオドを通し）2回、後半（第3・第4ピリオドを通し）3回まで取る事が可能である。ただし第4ピリオド残り2分以降は、最大2回までに制限される。延長戦は1ピリオドにつき1回取れる。時間は60秒。コーチのみ請求可能。

#### NBA
NBAルールでは、タイムアウトの時間は1回75秒で、1試合両チーム7回ずつ取ることができる。第4ピリオドでは各チーム4回までで、その残り3分以内では各チーム2回まで。延長戦は各チーム2回まで。ボールを持つ選手のみ請求可能。また、各ピリオド残り7分及び3分となった後最初にボールがデッドになった際、強制タイムアウトが行われる（マンダトリー・タイムアウト）。
2016-17シーズンまでは、各ハーフごとに20秒タイムアウトが1回ずつ取ることができるのに加えて、ゲームを通じて6回ずつ1分間のタイムアウト（フルタイムアウト）を取ることができた。ただし第4クォーターでのフルタイムアウトは3回。延長戦では3回までフルタイムアウトが取れた。

#### カレッジバスケットボール
アメリカのカレッジバスケットボールでは各ハーフ（20分）に75秒タイムアウトを4回ずつ、30秒タイムアウトを2回ずつ取ることができる。コーチ・選手いずれも請求可能。

#### Bリーグ
Bリーグでは、FIBAルールのタイムアウトに加え、第2・4クォーターの競技時間5分経過後、初めてボールがデッドになった後に、自動的に90秒間のオフィシャルタイムアウトが実施されている。チームタイムアウトが同時に申請されていた場合は、オフィシャルタイムアウトが優先。
Bリーグの前身リーグでは以下のルールが敷かれていた。
bjリーグ
bjリーグではFIBAルールに基づく60秒タイムアウトと1試合で2回与えられる20秒タイムアウトがあり、コーチ・選手いずれも請求可能。オフィシャルタイムアウトはBリーグと同様。
NBL（JBL）
NBLの場合、Bルールと同様のルールが敷かれていた。
NBLの前身たるJBLでは、第1・3ピリオドはそれぞれ最初の2回、第2・4ピリオドはそれぞれ最初の1回のタイムアウトをTVタイムアウトとして通常60秒のところが90秒になっていた。このタイムアウトルールは日本で開催された2006年バスケットボール世界選手権でも採用されていた。

#### 3x3
3x3においては、30秒タイムアウトを1回のみ取ることができる。

### アメリカンフットボール
アメリカンフットボールでは前後半それぞれ3回ずつ取る事が可能である。時間は90秒。その他、怪我をした選手が出た場合やインスタント・リプレイにより判定をする必要がある場合など、審判によるレフリー・タイムアウトも存在する。アメリカンフットボールでは、反則があった場合やパス不成功となった場合、あるいはランプレイ、パスプレイでボールを持った選手がアウト・オブ・バウンズに出た場合などを除いて時計は止まらないので、タイムアウトの取り方は戦術上重要なものとなっている。（NFLにおいては第2クオーターと第4クオーターでは、プレイ時間が残り2分を切ったときは、2ミニッツウォーニングといい、レフリー・タイムアウトで時計が止められる。）ディフェンスがタイムアウトを取るケースとしては、得点機会を与えないために、相手チームがプレイを長引かせ無駄に時間を費やそうとすることを阻止するためのものがある。また、フィールドゴールが蹴られる前にキッカーのプレイへの集中を妨害するためにタイムアウトが使われることがある。

### バレーボール
バレーボールでは各セット2回ずつ取る事が可能である。時間は30秒。ラリー終了時に監督が請求する事でタイムアウトとなる。タイムアウトに入るケースとしてはブレイク（連続ポイント）を取られた側が作戦を練り直すために取ることが多いが、稀にポイントを取った側が使う場合もある。
1999年のラリーポイント制とともにテクニカル・タイムアウトが導入され、第5セット以外では両チームのいずれかが、8点と16点を先取した場合に自動的にタイムアウトとなっていた。テクニカル・タイムアウトは60秒であるが、コマーシャルタイム確保の施策であるため放映権を持つテレビ局が要請すれば時間変更も可。その後、試合時間短縮及び中継メディアの変化に対応するため、オリンピックでは2016年リオデジャネイロ大会より不採用となり、2020年東京大会後のルール改正でFIVB主催大会におけるテクニカル・タイムアウトは廃止され、各セット1回目のタイムアウトを片方が12点に達するまでに取らなければならないルールに変更された（FIVB直轄ではない大陸選手権などでは継続採用されている場合もある）。なお、Vリーグでは12点先取の1回のみに変更されたものの、継続されており、SVリーグにリニューアル後も変わらず。

#### ビーチバレーボール
ビーチバレーボールでは1セット1回（大会によっては2回）まで取る事が可能であり、最高で60秒の連続も認められる。両者の得点の合計が21点になった場合にテクニカル・タイムアウトが取られる（大会によっては採用されない）。さらに故障者が出た場合のインジュリー・タイムアウトが1人1試合1回5分間認められる。

### アイスホッケー
アイスホッケーではそれぞれのチームに30秒のタイムアウトが1回ずつ与えられている。タイムアウトを取ることができるのはプレイが止まったときだけである。国際ルールでは一方のチームがタイムアウトを取った際に、もう一方のチームがタイムアウトを請求することもできるが、最初のタイムアウトが終了する前に請求しなくてはいけない。NHLルールでは一方のチームが取ったタイムアウト中に別のチームからタイムアウトを請求して延長することはできない。

### ハンドボール
ハンドボールでは1回60秒のタイムアウトを前後半各2回まで、1試合最大3回まで取ることができる。ただし試合時間が残り5分を切ると、両チーム1回しかタイムアウトを取ることができない。また延長戦ではタイムアウトを取ることができない。
自チームがボールを持っているときに限り、オフィシャル(タイムキーパー)に対して緑のカードを示すことで請求する。

### フットサル
フットサルでは前後半に1回ずつタイムアウトを取る事ができる。時間は60秒。

### 卓球
卓球では1試合で1分間のタイムアウトを取ることができる。

### 水球
水球では攻撃中に限り1試合で2回の1分間のタイムアウトを取ることができる。延長戦では1回追加される。つまりは延長戦までに1回もタイムアウトを取らなかった場合は3回取ることが可能である。

### ローラーホッケー
ローラーホッケーでは前後半に1回ずつ1分間のタイムアウトを取ることができる。

### インラインホッケー
インラインホッケーでは1試合に1回のみ30秒間もしくは1分間のタイムアウトを取ることができる。

### ラクロス
ラクロスでは前後半に2回ずつとオーバータイムに1回それぞれ90秒間のタイムアウトを取ることができる。ただしサドンビクトリーのピリオドでは不可。加えてオフィシャルタイムアウトも取られる。

### カーリング
カーリングではエキストラエンドを除いて1試合に2回、エキストラエンドでは1エンドにつき1回のタイムアウトを取ることができる。タイムアウトをエキストラエンドに持ち込んだり、エキストラエンドから次のエンドに持ち込むことは出来ない。時間は60秒。

### カバディ
カバディでは前半・後半で各2回タイムアウト（テクニカル・タイムアウト）を取ることができる。時間は30秒。その他に負傷者が出た場合のメディカル・タイムアウト、判定の審議を行うジャッジング・タイムアウトも存在する。

### テニス
テニスでは負傷による治療のために採られるメディカル・タイムアウト（またはインジャリー・タイムアウト）を単にタイムアウトと呼ぶ場合がある。

## その他
- 野球においてタイムアウトはルール上存在しないが、近いものとして選手や監督が審判に一時中断したい故を伝えることで審判がボールデッドを宣告することができ、一般的にこれをタイムと呼ぶ。ボールデッドとした際に監督（コーチ）の指示をグラウンド上の選手に伝えることが認められ、「伝令」と呼ぶ。なお、守備側が1イニング同一投手において投手交代を伴わない伝令回数は1回までと定められている。日本の高校野球（高野連ルール）では1試合（9イニング）につき守備側3回まで、攻撃側3回までの伝令制限がある。
- サッカーやラグビーでは、タイムアウトに似たものとして酷暑や感染症流行など試合コンディションによって「ウォーターブレイク」（Jリーグでは「飲水タイム」と表現）あるいは「クーリングブレイク」と呼ばれる水分補給のための試合停止時間があり、前者は1回1分、後者は1回3分を前後半それぞれで認められる。ただし、サッカーでは一時期ブラジルのカンピオナート・パウリスタにおいて、国際サッカー連盟の容認の下で実験的に導入されていたことがある[4]。また、1995年に開催されたFIFA女子ワールドカップでも試験的に採用された[5]。
- バドミントンではルール上のタイムアウトは存在せず、各ゲームどちらかが11点に達した時は60秒以内、ゲームとゲームの間には120秒以内、それぞれ「インターバル」として認められる。
- 俗に用いられる「タンマ」という表現は、英語発音の「タイムアウト」またはフランス語の「temps mort」が訛ったものであるという説、また、体操で使われる「炭酸マグネシウム」が省略されたという説がある。